# Sarah Allen

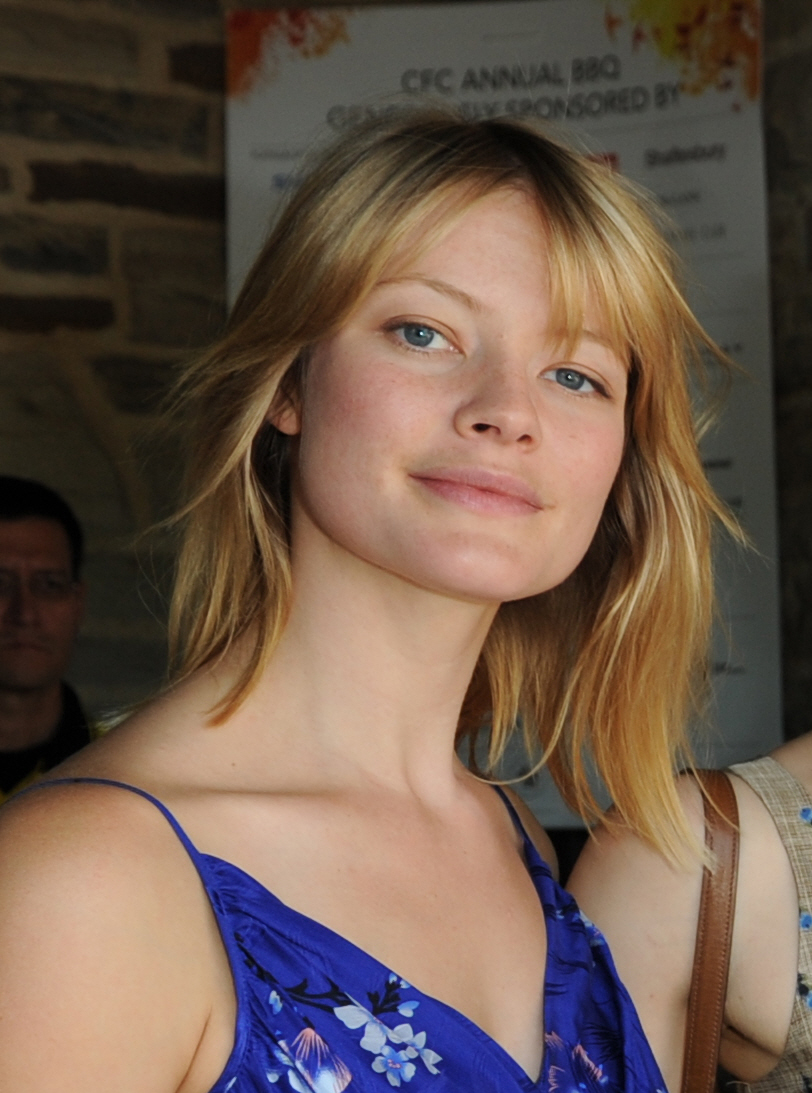
Sarah Allen (2012)

Sarah Allen (geb. 1980 in Nelson, British Columbia) ist eine kanadische Schauspielerin, bekannt durch ihre Rollen in der Fernsehserie Being Human und dem Kinofilm On the Road – Unterwegs.

## Leben und Karriere
Sarah Allen wuchs in Nelson, einer Kleinstadt in der kanadischen Provinz British Columbia, auf. 2002 machte sie ihren Abschluss an der Canada’s National Theatre School für Schauspielerei. Bereits ein Jahr später feierte sie ihr Debüt im Film Student Seduction. Danach hatte sie mehrere kleinere und größere Fernsehauftritte, wie in Jozi-H, Dead Zone, M.V.P. und Unsere kleine Moschee. Bekannt wurde sie durch die Verkörperung der Rebecca Flynt in dem US-Remake Being Human der gleichnamigen britischen Fernsehserie. 2012 war sie an der Seite von Kirsten Dunst und Kristen Stewart in dem Film On the Road – Unterwegs zu sehen.

## Filmografie (Auswahl)
- 2003: Student Seduction
- 2003: Wall of Secrets
- 2003: The Reagans
- 2004: Il Duce canadese (Miniserie)
- 2004: Das geheime Fenster (Secret Window)
- 2004: Built Like Light (Kurzfilm)
- 2005: Human Trafficking – Menschenhandel (Human Trafficking)
- 2006: Booky Makes Her Mark
- 2006–2007: Jozi-H (Fernsehserie, 13 Folgen)
- 2007: Dead Zone (The Dead Zone, Fernsehserie, Folge 6x06)
- 2007: Black Swarm
- 2008: A Near Death Experience
- 2008: M.V.P. (Fernsehserie, 6 Folgen)
- 2009: Murdoch Mysteries (Fernsehserie, 5 Folgen)
- 2009: Warehouse 13 (Fernsehserie, Folge 1x01)
- 2009: Stripped Naked
- 2010: How to Rid Your Lover of a Negative Emotion Caused by You! (Kurzfilm)
- 2010: St. Roz
- 2011: Unsere kleine Moschee (Little Mosque on the Prairie, Fernsehserie, 9 Folgen)
- 2011, 2014: Being Human (Fernsehserie, 10 Folgen)
- 2011: Tage der Unschuld (Silent Witness, Fernsehfilm)
- 2012: Therapie in den Tod (Do No Harm)
- 2012: Verdict
- 2012: On the Road – Unterwegs (On the Road)
- 2012–2013: Nikita (Fernsehserie, 3 Folgen)
- 2013: The Husband
- 2013: Transporter: Die Serie (Transporter: The Series, Fernsehserie, Folge 1x07)
- 2014–2015: 19-2 (Fernsehserie, 10 Folgen)
- 2014–2015: Remedy (Fernsehserie, 20 Folgen)
- 2016: Conviction (Fernsehserie, 3 Folgen)
- 2016: Private Eyes (Fernsehserie, 1 Folge)
- 2017: The Expanse (Fernsehserie, 4 Folgen)
- 2018: Suits (Fernsehserie, 1 Folge)
- 2019: Strange But True
- 2021: The Retreat
- 2021: Bury the Past (Fernsehfilm)
- 2022: Ice Road Killer
- 2022: Memorial Hospital – Die Tage nach Hurrikan Katrina (Five Days at Memorial, Miniserie, 8 Folgen)
- 2024: Daddy’s Deadly Secret (Fernsehfilm)